# Ръждивоврато кенгуру
Ръждивоврато кенгуру, известно още като Валаби на Бенет (Macropus rufogriseus), е двуутробен бозайник, който живее в Австралия и Тасмания.

## Подвидове
- M. r. rufogriseus – Валаби на Бенет
- M. r. banksianus – Ръждивоврато кенгуру
- M. r. fruticus

## Общи сведения
В Тасмания е наричано „кенгуру“. Теглото на мъжките понякога надхвърля 20 кг, а дължината на тялото е около 1,5 м. Различава се от кенгуруто и падемелона по черния си нос и лапи, както и по бялото райе на горната устна. Има мека сива козина, червеникав врат и черни лапи. Задните им крака са силни и те ги използват, за да подскачат. Женските имат синьо-сива козина.

## Разпространение
Ръждивовратото кенгуру се среща в Австралия. Има много индивиди и на остров Тасмания – броят им се е увеличил през последните 30 години. Това е резултат от намаляването на лова и прочистването на горите, като по този начин се образуват много пасища, където валабитата могат да се хранят през нощта, както и храсталаци, в които да се крият през деня.

## Начин на живот и хранене
Видовете живеят най-вече поединично, но неорганизирани групи често обитават едни и същи хранителни райони. Хранят се следобед и по здрач, като най-вече ядат трева, храсти, листа и билки. Често пият вода, тъй като тревата има голям процентно съдържание на влага. Нанасят понякога вреди на посевите и пасищата в Тасмания и така се стига до конфликти между тях и земевладелците.

### Врагове
- Тасманийски дявол
- Диви кучета и котки

## Размножаване
Размножителният период е ясно изразен. Обикновено малките в Тасмания се раждат в периода от края на лятото до началото на есента. Това контрастира на популациите в Австралия, където малките се раждат по всяко време. Бременността трае 30 дена, а после малките прекарват около 280 дни в торбичката на майката си, докато бъдат отбити на 12-17-месечна възраст.

## Допълнителни сведения
Частично защитени в Тасмания.